# Longinus (heilige)
Longinus van Caesarea is volgens de overlevering de naam van de Romeinse soldaat die de zijde van Jezus na zijn kruisdood doorboorde met een speer (Johannes 19:34).

## Hagiografie
Er wordt vaak gezegd dat hij dezelfde is als de centurio die gezegd had: "Hij was werkelijk Gods Zoon" (Matteüs 27:54, Marcus 15:39). De legende van Longinus groeide door de jaren heen tot het punt dat wordt beweerd dat hij zich na de kruisiging bekeerd had en in de Katholieke en Orthodoxe Kerk wordt vereerd als heilige. Nergens wordt in de evangeliën of ergens anders in de Bijbel zijn naam genoemd, maar in de pseudepigraaf van het Evangelie van Nikodemus komt de naam voor in de Handelingen van Pilatus. De naam was bij de Grieken niet bekend vóór 715. In de tijd van patriarch Germanus werd hij geïntroduceerd door het eerder genoemde apocrief van de hand van Nikodemus. Er zijn verder echter geen betrouwbare aanwijzingen ten aanzien van de daden en het martelaarschap van deze heilige.

## Naam
De naam is waarschijnlijk gelatiniseerd vanuit het Griekse longche (λόγχη), een benaming voor een speer of lans. Hij verschijnt voor het eerst in een illuminatie van de kruisiging: naast een figuur van een soldaat die een speer vasthoudt, staan horizontaal de Griekse letters Loginos, in het Syrische evangelische manuscript van Rabulas in het jaar 586 dat te vinden is in de Bibliotheek Laurenziana te Florence. 
De speer van Longinus is bekend als de Heilige Lans die vooral in occulte kringen wordt aangeduid als de speer van het lot, die vereerd werd door de Byzantijnen in Jeruzalem in de zesde eeuw. Echter, noch de centurion noch de naam Longinus werden aangehaald in de overgeleverde verslagen.

## Legende

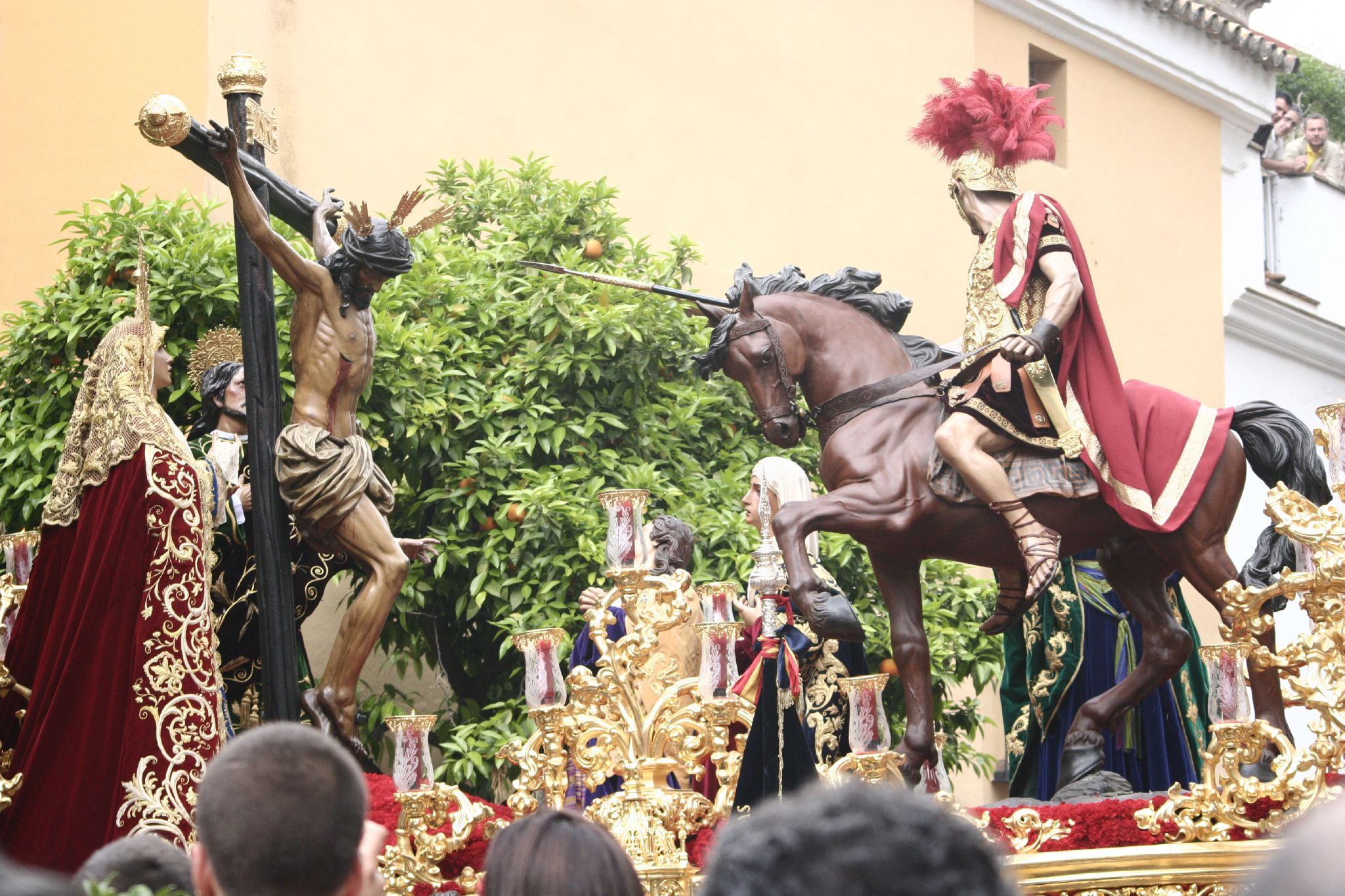
Koninklijke Broederschap van de H.Lanssteek, Sevilla

De speer van Longinus komt alleen in de legendes voor zoals de Heilige Graal en zou eenzelfde mystieke bovennatuurlijke kracht hebben door het contact met het bloed van Christus. Na de steek met de lans zou men het bloed van Christus hebben opgevangen in een kelk die hierdoor bijzondere krachten kreeg, deze kelk zou door Jozef van Arimathea zijn meegenomen. Dit heeft weer aanleiding gegeven tot speculatie en als bron van inspiratie gediend voor verhalen zoals die in een boek uit 1973 dat geschreven werd door de historicus Trevor Ravenscroft. De naam van het boek luidde The Spear of Destiny, 'de Speer van het Lot'. De schrijver zegt dat dit 'waargebeurde verhaal' 2000 jaar geleden begon.
In een van de legendes over Longinus, waarin wordt beweerd dat hij bijna blind was, wordt op de dag dat Christus gekruisigd was, door de Joden aan de Romeinse gouverneur Pilatus gevraagd of de lichamen van de gekruisigden verwijderd konden worden zodat hun lichamen niet op de sjabbat (zaterdag) nog aan het kruis zouden hangen. Het kon immers dagen duren voordat iemand stierf aan het kruis. Dit kon versneld worden door de benen te breken (Johannes 19:32-33) wat de Romeinen dikwijls met een hamer deden en wat de gekruisigde extra pijn en lijden bezorgde. Bij de beide misdadigers werd dit gedaan, maar Jezus bleek al dood te zijn, wat volgens de legende door Longinus geconstateerd werd, en om dit te bewijzen stak hij zijn speer in de zij van Christus. Bloed en water liepen uit zijn lichaam en er was geen reden meer om zijn benen te breken. Volgens de legende druppelde het bloed en water uit de zijde van Jezus langs de lans naar beneden in de ogen van Longinus. Daarop genas hij van zijn oogkwaal. Later zouden de Joodse overheden geprobeerd hebben om Longinus om te kopen: zijn soldaten moesten het verhaal verspreiden dat Christus niet uit de doden was opgestaan maar dat het lichaam door zijn leerlingen was gestolen (Matteüs 28:11-15). Maar Longinus liet zich niet omkopen. Men belegde daarom een samenzwering tegen de honderdman om hem uit de weg te ruimen. Zodra dit bij hem bekend werd, nam Longinus ontslag uit het leger, sloot zich bij de leerlingen van Jezus aan, liet zich dopen en vertrok met twee van zijn beste vrienden terug naar zijn geboortegrond in Cappadocië. Daar leidde hij volgens de overlevering een leven van vasten en gebed en getuigde van Jezus' opstanding uit de doden. Ook hier wist men hem echter te vinden. De Joden wisten de Romeinen zover te krijgen dat Pontius Pilatus er soldaten heen stuurde om de deserteur om te brengen. Deze zag dit in een visioen, ging de soldaten tegemoet en gaf ze een slaapplaats, zonder dat zij wisten wie hij was. Terwijl ze sliepen bereidde hij zich voor op zijn naderende dood. Tegen de ochtend trok hij zijn doodskleed aan haalde zijn vrienden erbij en vertelde zijn familie en personeel wat er ging gebeuren. Daarna wekte hij de soldaten en maakte zich bekend als Longinus. In eerste instantie weigerden de soldaten hun opdracht uit te voeren maar hij overtuigde hen dat ze als Romeins soldaat elke order van hogerhand moesten uitvoeren omdat hen anders hetzelfde lot zou treffen. Daarop werd hij met zijn beide vrienden alsnog onthoofd.

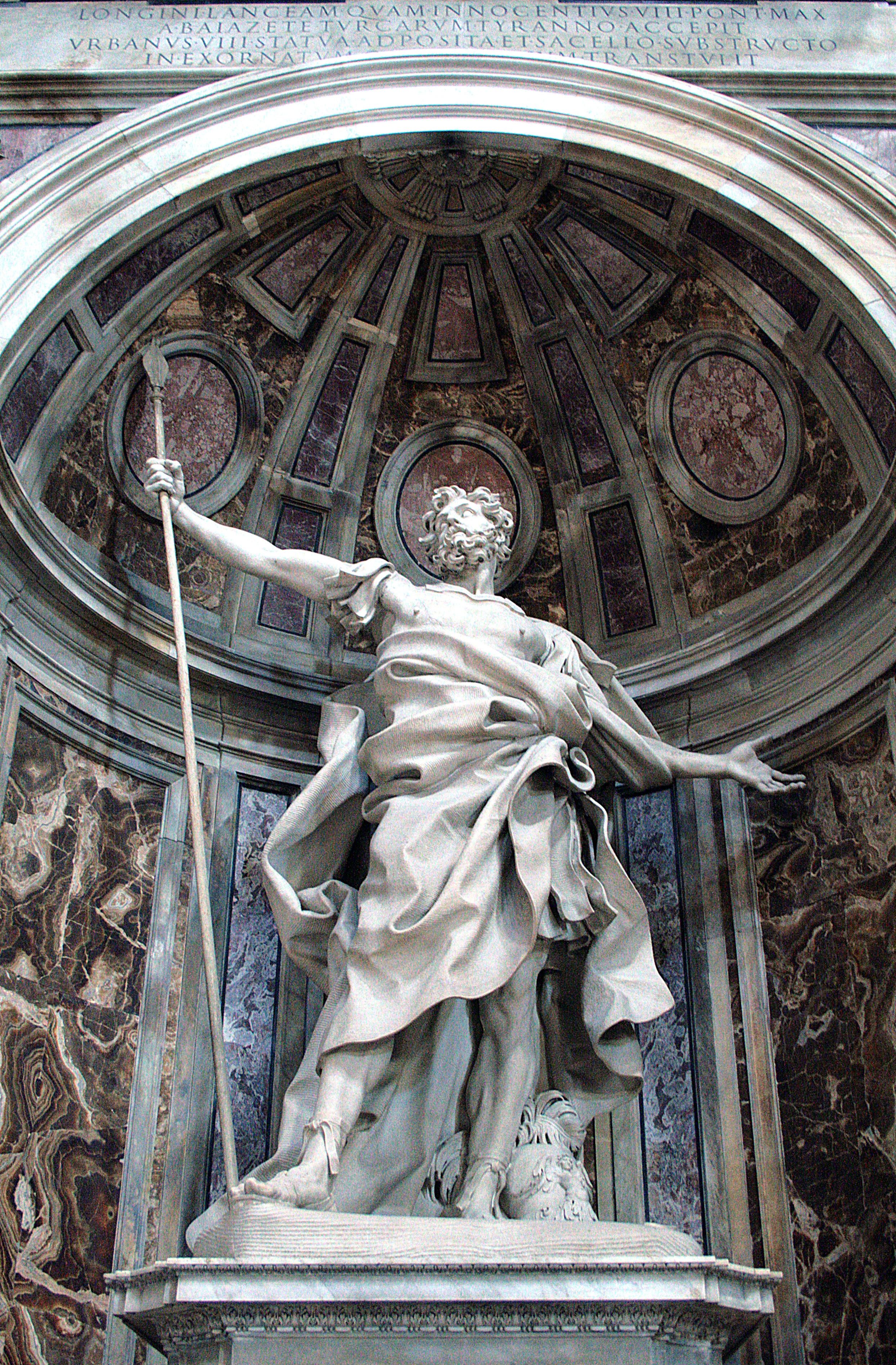
Sint Longinus in Sint-Pietersbasiliek door Bernini

Volgens een andere legende was hij als monnik eerst naar Caesarea en vervolgens naar Cappadocië vertrokken. Daar werd hij echter gearresteerd vanwege het verkondigen van zijn geloof. Men sloeg hem de tanden uit de mond en sneden zijn tong af maar Longinus bleef wonderbaarlijk genoeg gewoon duidelijk spreken. Hij weigerde echter de Romeinse afgodsbeelden te vereren en hij werd ter dood veroordeeld. De provoost Octavius die hem berechtte was slechtziend en Longinus zei hem dat hij slechts door zijn dood het licht weer in de ogen zou krijgen. Vervolgens liet de provoost hem onthoofden en door de bloedspetters die hem op de ogen kwamen, werd zijn zicht hersteld.
Het lichaam van Longinus zou tweemaal teruggevonden zijn en weer verloren; er werd beweerd dat hij in 1304 gevonden zou zijn in Mantua samen met de Heilige Spons met bloedvlekken waarvan nog steeds een deel als reliek bewaard wordt in de aartsbasiliek Sint-Jan van Lateranen te Rome. Longinus zou, nadat de spons  ook gedrenkt in azijn als drinken aangeboden was aan de gekruisigde Jezus, met deze spons het lichaam van Jezus schoongemaakt hebben nadat hij van het kruis was afgenomen. 
De relieken werden verdeeld en verspreid naar Rome, Praag en ander plaatsen. Het lichaam werd naar de Kerk van San Agostino in Vaticaanstad gebracht. Hij wordt dikwijls vereerd als martelaar: zijn feestdag in de Rooms-Katholieke Kerk is 15 maart & 16 oktober in de oosters-orthodoxe kerken, in de Armeens-Apostolische Kerk is zijn feestdag op 22 oktober. Op middeleeuwse afbeeldingen zien we Longinus als Romeins veldheer onder het kruis staan, waarbij hij naar zijn oog wijst.
Een standbeeld van Sint-Longinus, gemaakt door Gian Lorenzo Bernini, staat in een van de vier niches in de pijlers van de koepel in de Sint-Pietersbasiliek. Een fragment van de speerpunt zou ook in deze basiliek bewaard worden (volgens de geruchten in het beeld van Longinus).

## Galerij

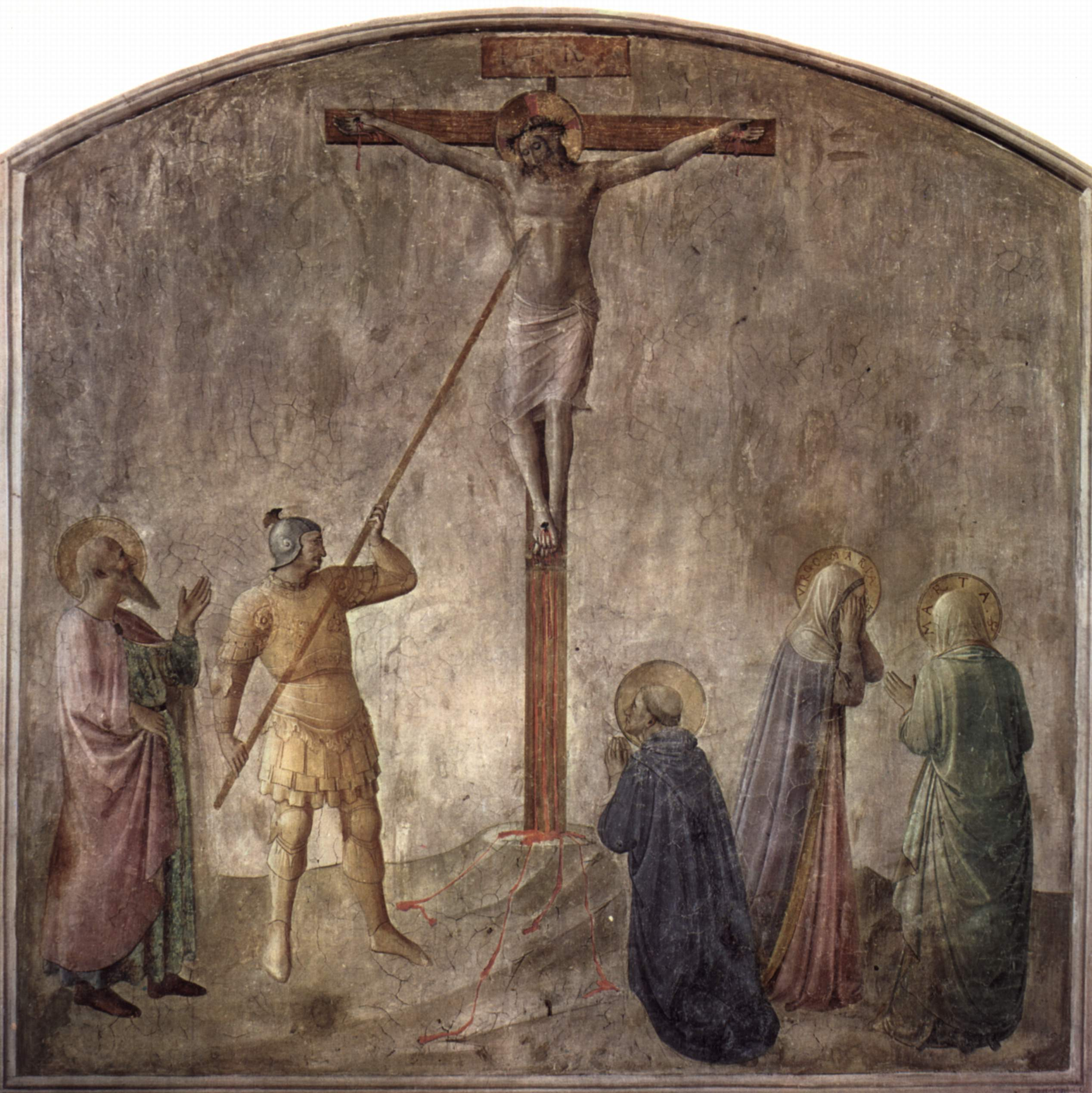
Longinus doorsteekt de zijde van Christus. Fresco door Fra Angelico.
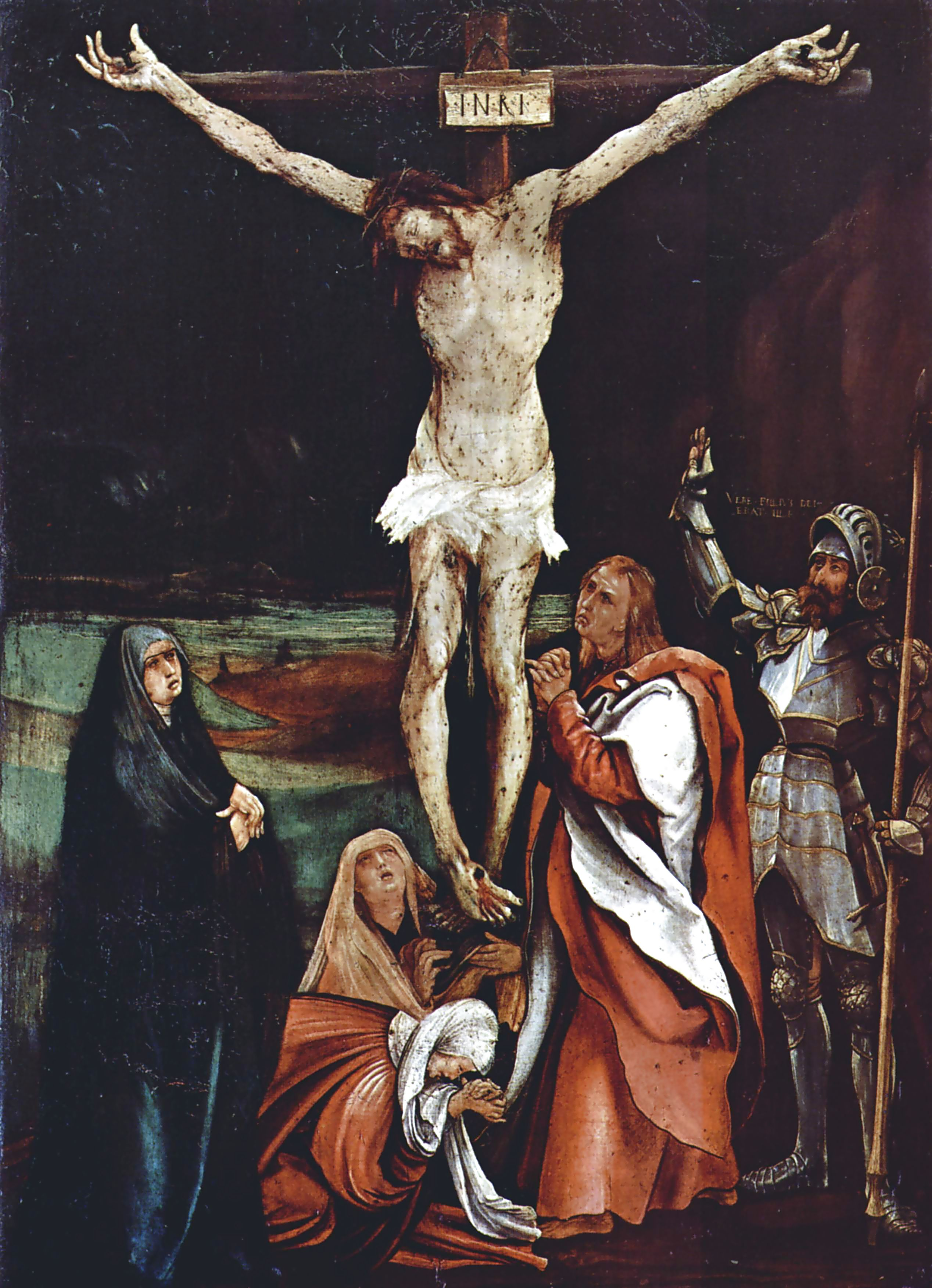
Christus aan het kruis, de drie Maria’s, evangelist Johannes en Sint Longinus
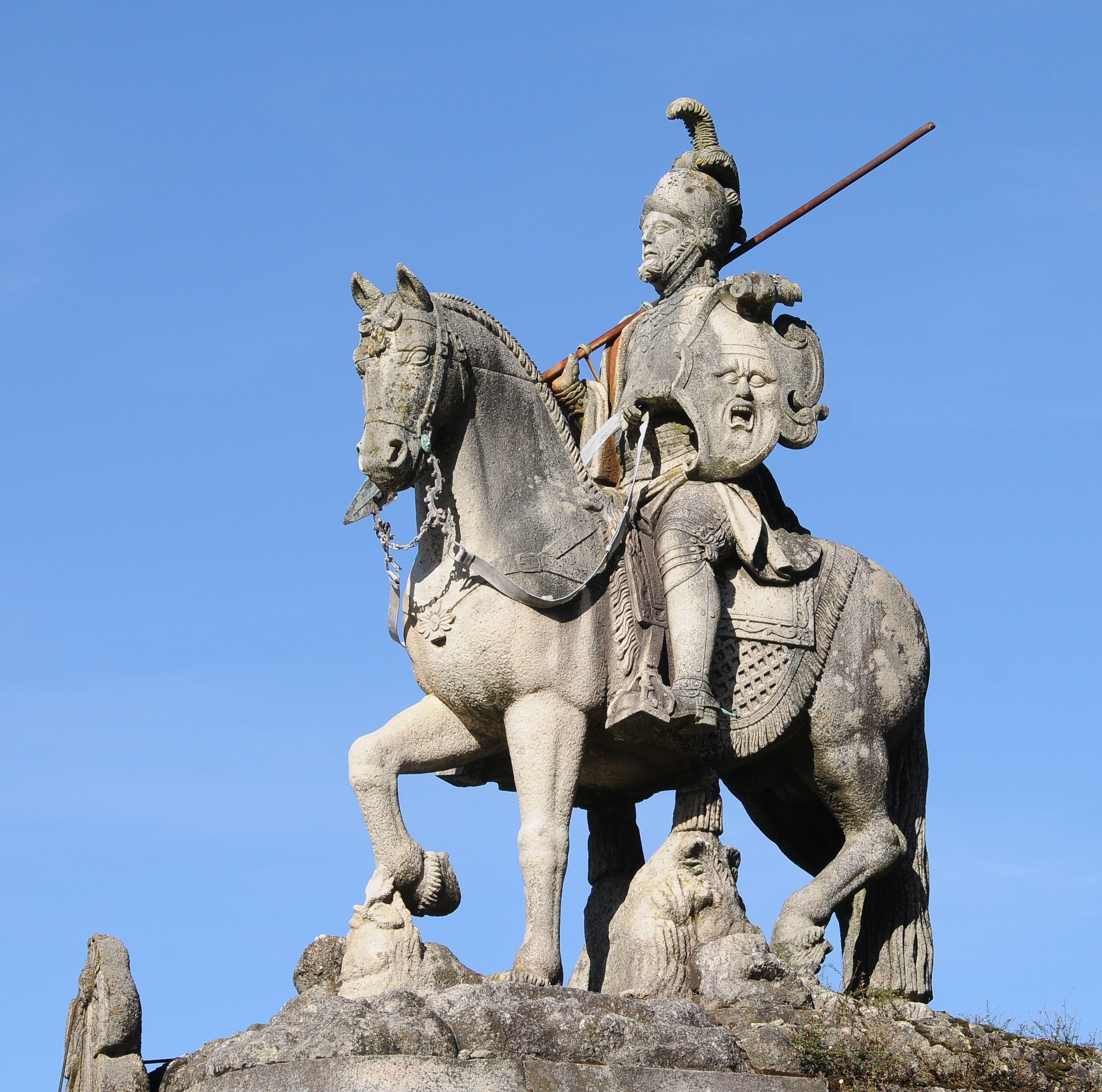
Sint Longinus in Bom Jesus do Monte Portugal
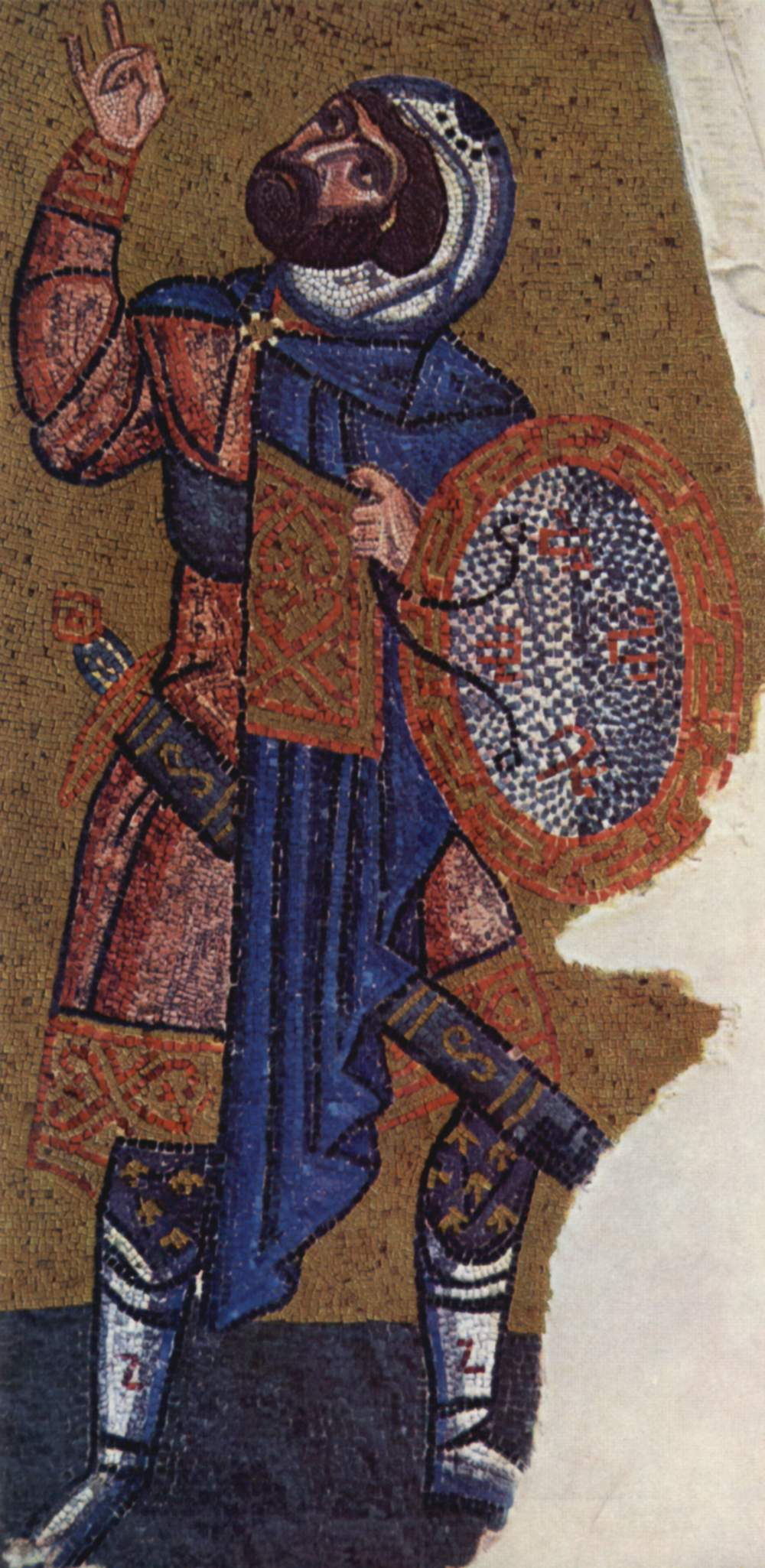
Detail: Longinus-mozaïek in de kerk van Nea Moni in Chios